# Thesium glomeratum
Thesium glomeratum är en sandelträdsväxtart som beskrevs av Arthur William Hill. Thesium glomeratum ingår i släktet spindelörter, och familjen sandelträdsväxter. Inga underarter finns listade i Catalogue of Life.